# Mario Caldato Jr.
Mario Caldato Jr. (1961. február 24. –), más néven Mario C. egy brazil-amerikai zenei producer és stúdiómérnök, Amerikában leginkább a Beastie Boyszal és Jack Johnsonnal, Brazíliában Marcelo D2-val és Seu Jorgével való közös munkája miatt vált ismertté. Eddig három Latin Grammyt nyert meg, emellett több jelöltsége, platina és aranylemeze van.

## Életrajza
A Brazíliában São Paulóban született Mario Caldato Jr. Az olasz Mario, Sr. És a brazil Guiomar gyermeke. 1963-ban Mario és családja átköltözött az Amerikai Egyesült Államokba, és Los Angelesben telepedtek le. Gyerekkorában az apjától Caldato kapott egy Sears Silvertone orgonát, majd pár évvl később szintén apai ajándékként egy zongorát. Nem sokkal később elkezdett klasszikus zenét tanulni. Ezek az órák gyorsan véget értek, miután az oktatója pofon vágta, mert nem gyakorolt eleget. Ez azonban nem vette el  bimbózó érdeklődését a popzene iránt. Ihletőleg hatott rá Duke Ellington 1972-es produkciója Kalifornia Torrance városában.
Tízes éveiben Caldato billentyűs és ütős hangszereken játszott több helyi együttesben, melyek között ott volt a Soul Sticks, a Wake, a Sa-Fire, a Phaze, a Phaze II, és a The Jungle Bugs.1979-ben beszerzett egy kazettás magnót, amivel felvette barátja, "Money" Mark Nishita játékát  a Harbor College-ben, a kaliforniai Wilmingtonban. Miután egy otthoni stúdiót hozott létre Nishitával, majd ellátogatott Jamaicára, ahol 1983-ban megrendezték a Reggae Sunsplash Festivalt, elkészítette a The Jungle Bugs' 7" kislemezt, majd az Alice I Wonder számára egy EP-t, amiben Brian "Sly" Foxworthy is segített.
1985-ben Caldato elindított egy PA és DJ kölcsönző társaságot, amiben benn volt Mike Nishita, "Money" Mark Nishita testvére. Egy évvel később találkozott Matt Dike DJ-vel egy legendás Los-Angeles-i belvárosi éjszakai klubban, a Power Toolsban. Dike kérésére Caldato épített egy stúdiót Dike hollywoodi házába, és az egyik fülkét átalakította vokálos hellyé.